# Hirtodrosophila toyohiokadai
Hirtodrosophila toyohiokadai är en tvåvingeart som först beskrevs av Vasily S. Sidorenko 1990.  Hirtodrosophila toyohiokadai ingår i släktet Hirtodrosophila och familjen daggflugor. Inga underarter finns listade i Catalogue of Life.